# Formula Renault 2.0 Italia 2006
Formula Renault 2.0 Italia 2006 var ett race som kördes över 15 heat. Dani Clos blev mästare.

## Kalender
| Bana                          | Segrare Race 1 | Segrare Race 2       |
| ----------------------------- | -------------- | -------------------- |
| Circuito del Mugello          | Adrian Zaugg   | Adrian Zaugg         |
| ACI Vallelunga Circuit        | Adrian Zaugg   | Valentino Sebastiani |
| Autodromo Enzo e Dino Ferrari | Adrian Zaugg   | Adrian Zaugg         |
| Circuit de Spa-Francorchamps  | Dani Clos      | Dani Clos            |
| Hockenheimring                | Dani Clos      | Dani Clos            |
| Misano World Circuit          | Dani Clos      | Dani Clos            |
| Autodromo Riccardo Paletti    | Adrian Zaugg   | kördes ej            |
| Autodromo Nazionale Monza     | Dani Clos      | Dani Clos            |

## Slutställning
| Plats | Förare               | Poäng |
| ----- | -------------------- | ----- |
| 1     | Dani Clos            | 378   |
| 2     | Adrian Zaugg         | 342   |
| 3     | Edoardo Piscopo      | 256   |
| 4     | Edoardo Mortara      | 144   |
| 5     | Martin Plowman       | 108   |
| 6     | Henkie Waldschmidt   | 106   |
| 7     | Valentino Sebastiani | 92    |
| 8     | Niki Sebastiani      | 86    |
| 9     | Matteo Chinosi       | 80    |
| 10    | Jaime Alguersuari    | 56    |